# Liner (piscine)
 (janvier 2017).
Si vous disposez d'ouvrages ou d'articles de référence ou si vous connaissez des sites web de qualité traitant du thème abordé ici, merci de compléter l'article en donnant les références utiles à sa vérifiabilité et en les liant à la section « Notes et références ».
Pour les articles homonymes, voir Liner.

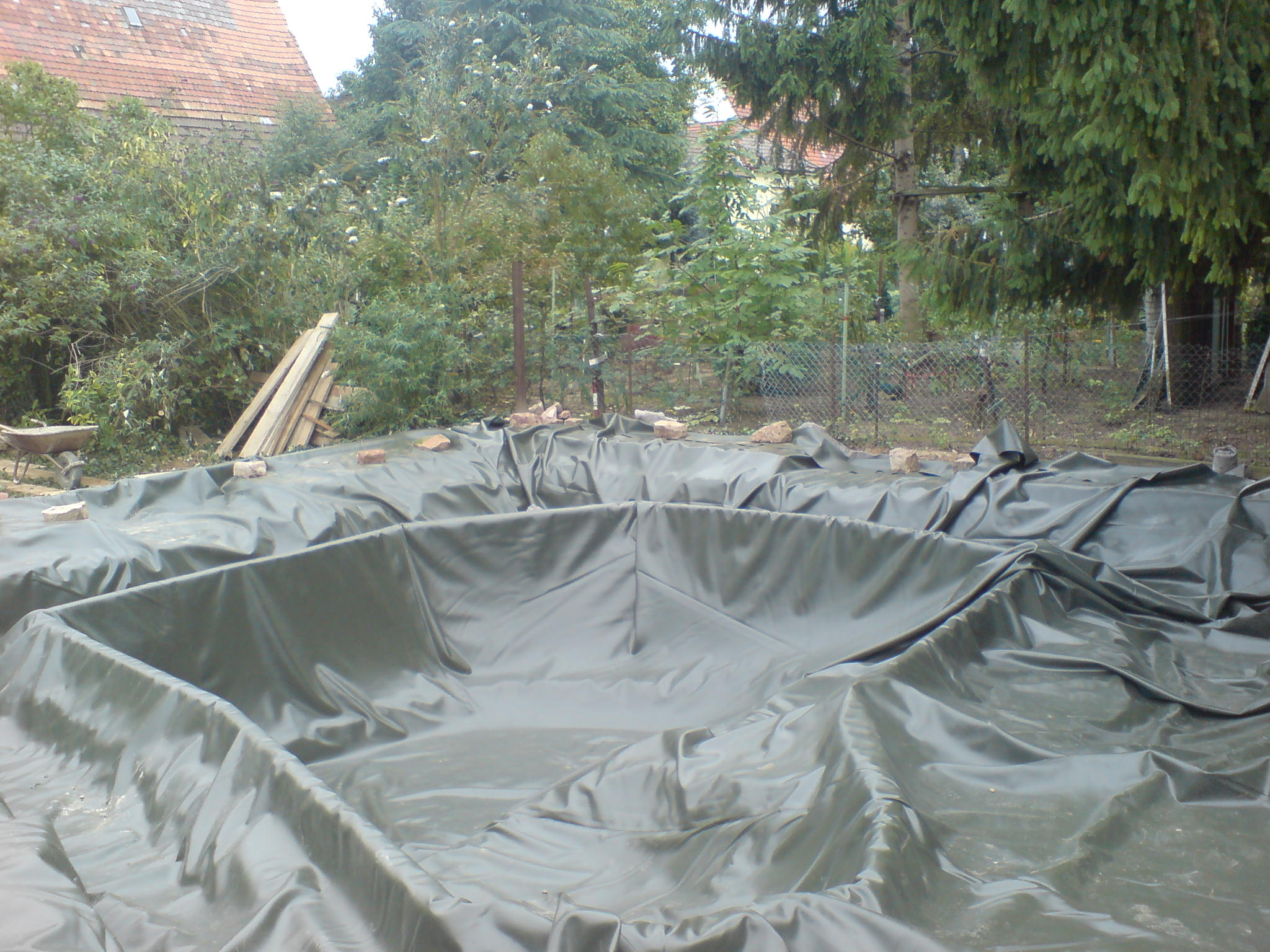
Exemple de Liner.

Le liner (du mot anglais signifiant doublure) est une poche d’imperméabilisation en plastique PVC permettant d'assurer l'étanchéité d'une piscine.
Le liner est un revêtement indépendant du support sur lequel il est accroché et permet d'étancher n'importe quelle piscine. La poche liner pourrait même se poser à même le terrassement, mais subirait alors des contraintes importantes (poussées d'eau, déformations...). Le liner piscine est aussi utilisé dans les piscines hors-sol. La poche est fabriquée sur mesure, aux dimensions du bassin ; cependant les formes du bassin doivent être simples et le support sur lequel il est accroché parfaitement réalisé. Apparu aux États-Unis dans les années 1950, le liner s'est démocratisé dans les années 1970-1980 avec l’apparition des piscines en kit à monter soi-même. Produit simple et peu coûteux, le liner a participé à l'essor des piscines privées.
En France, il existe un lobby des fabricants de liner depuis 2014 regroupant les grandes usines françaises et étrangères : APF, DEL, Fluidra, Albon, Procopi, Renolit, Piscines Desjoyaux, Piscine Waterair et Canadian General Tower.

## Caractéristiques techniques

### Fabrication
Le liner est fabriqué sur un procédé similaire à la fabrication du papier et du papier peint : le calandrage. Un mélange de matières (PVC, polymère et adjuvants) écrasé et étiré entre deux rouleaux afin de créer un feuille de l'épaisseur voulue (entre 0,5  et   1,5 millimètre). Les feuilles ainsi créées sont coupées et soudées aux dimensions du bassin. Le liner ainsi fabriqué est ensuite traité par un ou plusieurs vernis anti-UV (pour limiter au maximum la décoloration due au soleil), anti-tâche et antidérapant.
Il existe aussi une gamme supérieure de 1,5 millimètre d'épaisseur (150/100 de millimètre) constitué de deux feuilles de PVC renforcées d'une trame textile de polyester.

### Épaisseur
Le liner est une poche d'étanchéité souple, extensible et étanche. Toutefois, l'étanchéité d'un liner est relative car il doit être suffisamment perméable afin d’absorber les phénomènes de condensation entre le support et lui-même.
Le liner existe en plusieurs épaisseurs en fonction du type et de la taille de la piscine. En général, on utilise les épaisseurs suivantes  :
- 0,2 mm (20/100 de millimètre) pour les petites piscines hors-sol tubulaires ;
- 0,45 ou 0,5 mm (45 ou 50/100 de millimètre) pour les petites piscines hors-sol ;
- 0,75 ou 0,85 mm (75 ou 85/100 de millimètre) pour les piscines enterrées ;
- 1,5 mm (150/100 de millimètre) pour la gamme supérieure des liners.

### Installation
Le liner doit être mis en place selon des conditions météorologiques précises avec notamment une température douce (entre 10  et   30 °C), la température idéale étant de 15 °C. Il doit être installé sur un support propre, sans aspérité et compatible (pas de bitume, goudron, huiles...). Le support ne doit pas être étanche. Une fois le support préparé, il faut d'abord fixer la thibaude (ou autre feutre de protection équivalent) puis la poche peut ensuite être accrochée sous la margelle de trois façons :
- hung : méthode la plus courante pour les piscines maçonnées traditionnelles, le liner est glissé dans un rail en partie haute du bassin ;
- uni bend : méthode la plus courante pour les piscines hors sol et à panneaux, le liner est fixé par clipsage ;
- overlap : le liner est plus grand que la piscine et est ajusté par le poseur ;

il faut ensuite remplir doucement la piscine tout en créant une dépression entre le liner et le support avec un aspirateur pour assurer la pose d'un liner sans pli.

## Avantages et inconvénients

### Avantages
- Le liner est, après la peinture, le moins cher des revêtements piscine avec l'avantage de ne pas avoir besoin de structure étanche.
- Le liner permet d'étancher n'importe quel type de piscine.
- Le liner n'a pas besoin de structure : un support en bois, acier ou autre suffit.
- Le liner s'installe rapidement.
- Une fois usé, il peut être remplacé en une journée.
- Le liner peut être fabriqué par n'importe quel fabricant.

### Contraintes techniques
- Le support sur lequel est posée la poche liner ne doit pas être étanche sous peine de provoquer une dégradation (stagnation d'eau entraînant moisissures, décolorations, perte d'étanchéité...).
- La forme doit être simple (hexagone, octogone, rectangle...).
- Le fond doit être plat ou en pente de manière régulière.
- Le liner n'admet pas ou peu de marge d'erreur. Le support doit être parfaitement réalisé sous peine de provoquer des plis ou des étirements.
- La température d'eau ne doit pas dépasser 28 °C[4] et 32 °C pour une membrane armée.
- L'utilisation dans les piscines collectives est « vivement déconseillé »[4].
- Une piscine liner ne peut jamais être complètement vidée car c'est le poids de l'eau qui le plaque. Une vidange complète peut provoquer la formation de plis...

## Critiques
À l'origine, les liners étaient renforcés de phtalates et de plomb[source insuffisante] qui offraient une meilleure résistance, plus de souplesse et une protection contre les craquelures. Dans les années 1990, ces produits ont été progressivement retirés et remplacés par du DPHP (di(2-propylheptyl) phthalate), un plastifiant efficace mais plus craquant.
Le recyclage des liners pose aussi un réel problème. Bien qu'ils puissent être partiellement fabriqués à base de matière recyclée, les liners de piscines entrent dans les 21 000 tonnes annuelles produites de déchets à base PVC souple, sur lesquelles seules 1 350 tonnes sont recyclées chaque année. En raison de sa nature, le recyclage des déchets en PVC souple est plus complexe que le PVC rigide.